# 李恩宙
李恩宙（韓語：이은주，1980年12月22日—2005年2月22日），韩国女演员，姓名常誤寫為李恩珠、李銀珠。

## 生平
李恩宙在全羅北道群山市出生，首爾的檀國大學戲劇電影學系畢業。高中時，曾擔任制服形像模特兒。1998年，首次主演電視劇，在SBS電視台的《白夜3.98》演出。1999年，首度參與電影，於《紅鱒》演出。2001年，她透過試鏡成為當時著名新進導演洪尚秀的作品《處女心經》（오! 수정）的女主角，並憑著本片奪得大鐘賞的新人獎。2004年，她在現時韓國史上第二入場觀看率的電影《太極旗飄揚》中擔任女主角，飾演朝鲜战争中為求家庭生計而參與共產黨集會並被因此被南方政府槍殺的角色。
2005年2月22日，在京畿道城南市盆唐區的公寓中被家人發現留下遺書，並且同時割腕及上吊自殺。
2月22日也是她在《情約笨豬跳》角色的死亡日期。
李恩宙的遺體於同月24日火葬。根據韓國人的習俗，白发人送黑发人的喪事會用火葬，以使死者得以安心
2007年2月22日，即李恩宙的忌日，她曾翻唱的可兒家族－《Only When I Sleep》（收錄於《紅字》OST）被製成特製CD。

## 演出作品

### 電視劇
- 1997年：SBS《Start》
- 1998年：SBS《白夜3.98》
- 1999年：KBS《KAIST》
- 2004年：MBC《火鳥》飾演 李智恩

### 電影
- 1999年：《紅鱒》
- 2000年：《處女心經（朝鲜语：오! 수정）》（又譯《噢！水晶》）
- 2000年：《到海邊去》（客串）
- 2001年：《情約笨豬跳》（번지점프를 하다，又譯：《爱的蹦极》）
- 2002年：《向左愛向右愛（朝鲜语：연애소설 (영화)）》（；漢字表記：戀愛小說）飾演 金敬姬
- 2002年：《凶房》（하얀 방）
- 2003年：《天上的庭園》（하늘정원，又譯："藍天花園"）
- 2004年：《太極旗飄揚》（태극기 휘날리며）
- 2004年：《再見UFO》（안녕! 유에프오）
- 2004年：《紅字》（주홍글씨）

### MV
- 1999年：金章勳《悲傷禮物》【高洙】
- 2001年：朱永勳《願望》【金勝友】
- 2003年：Bobo《遲來的後悔》【金太祐、朴正哲】
- 2004年：Tim《我很感激》【俞承豪】

## 外部連結
- 李恩宙的簡介
  - 韓國映畫 （页面存档备份，存于）
  - 為甚麼是“李恩宙”而不是“李恩珠” （页面存档备份，存于）
- 李恩宙的死訊
  - 李恩宙最後化粧品廣告 （页面存档备份，存于）（MPEG，5.13MB）
  - 有關公司對李恩宙的死訊所發的新聞稿（韓語）